# Unione Sportiva Forlimpopoli 1934-1935
Questa pagina raccoglie i dati riguardanti l'Unione Sportiva Forlimpopoli nelle competizioni ufficiali della stagione 1934-1935.

## Rosa
| N. |                   | Ruolo | Calciatore         |
| -- | ----------------- | ----- | ------------------ |
|    | Italia (bandiera) | D     | Giovanni Acquisti  |
|    | Italia (bandiera) | D     | Bruno Barducci     |
|    | Italia (bandiera) | D     | Benani             |
|    | Italia (bandiera) | A     | Guglielmo Bertozzi |
|    | Italia (bandiera) | A     | Camporesi          |
|    | Italia (bandiera) | C     | Nino Cogolli       |
|    | Italia (bandiera) | A     | Ettore Fabbri      |
|    | Italia (bandiera) | A     | Italo Fabbri       |
|    | Italia (bandiera) | D     | Walter Fabbri      |

| N. |                   | Ruolo | Calciatore            |
| -- | ----------------- | ----- | --------------------- |
|    | Italia (bandiera) | C     | Nello Liverani        |
|    | Italia (bandiera) | D     | Aldo Neri             |
|    | Italia (bandiera) | A     | Antonio Pantani       |
|    | Italia (bandiera) | A     | Picci                 |
|    | Italia (bandiera) | D     | Ricci                 |
|    | Italia (bandiera) | P     | Francesco Teodorani   |
|    | Italia (bandiera) | D     | Giordano Bruno Zanasi |
|    | Italia (bandiera) | A     | Zoli                  |